# دوغلاس فنسنت (عسكري)
دوغلاس فنسنت (بالإنجليزية: Douglas Vincent)‏ هو عسكري أسترالي، ولد في 10 مارس 1916 في بريزبان في أستراليا، وتوفي في 8 أكتوبر 1995 في كانبرا في أستراليا.